# Nekrolog April 2011
Nekrolog
◄◄
| ◄
| 2007
| 2008
| 2009
| 2010
| 2011 | 2012 | 2013 | 2014 | 2015 | ► | ►►
Januar |
Februar |
März |
April |
Mai |
Juni |
Juli |
August |
September |
Oktober |
November |
Dezember 2011
Weitere Ereignisse | Allgemeiner Nekrolog 2011
Die Beschreibung der verstorbenen Person sollte so kurz wie möglich gehalten sein und nur deren signifikante Tätigkeit(en) enthalten.
Neue Namen ggf. auch unter dem Geburts- und Sterbedatum, also etwa unter 1. Januar und im Geburts- und Sterbejahr (2024) eintragen (nur bei entsprechender großer Wichtigkeit). Für Beispiele siehe die schon vorhandenen Artikel.
Außerdem über die fünf zuletzt Verstorbenen, zu denen es einen ausreichend guten Artikel für eine Präsentation auf der Hauptseite gibt, nach der todesbedingten Überarbeitung der Artikel ggf. auch unter Wikipedia Diskussion:Hauptseite informieren und sie am besten auch in den anderen Wikipedia-Sprachversionen eintragen. Tipp: Regelmäßig bei news.google.de nach „ist tot“, „gestorben“ oder „verstorben“ suchen.
Wenn eine Person gestorben ist, gibt es viele Seiten zu dieser Person in der Wikipedia, die davon auch betroffen sind und entsprechend aktualisiert werden müssen. Beispiele: Namenübersichtsseite, Geburtsjahr, Geburtsort-Seiten und viele mehr.
Wie finde ich die betroffenen Seiten?
Im Suchfeld auf der linken Seite gibt man den Suchbegriff so ein: „Vorname Nachname“. Dann klickt man auf Volltext und alle Seiten mit entsprechendem Suchtext werden aufgerufen. Hier sieht man dann schnell, wo auch das Todesjahr Sinn macht oder sogar ein Teil des Artikels angepasst werden muss. Auch hilft das „Werkzeug“ auf der linken Seite sehr gut, um solche Seiten aufzufinden: „Links auf diese Seite“. Somit ist die Wikipedia wieder aktuell in allen Bereichen! Hinweis: bei Eintragung der Kategorie „Gestorben JAHR“ wird der Missbrauchsfilter 49 ausgelöst, was jedoch nicht schlimm ist. Siehe: Spezial:Missbrauchsfilter/49
Dies ist eine Liste von im April 2011 verstorbenen bekannten Persönlichkeiten. Die Einträge erfolgen innerhalb der einzelnen Daten alphabetisch sortiert. Tiere sind im Nekrolog für Tiere zu finden.

## April
| Tag       | Name                                | Beruf, bekannt als                                                                                       | Alter | Beleg  |
| --------- | ----------------------------------- | --- | ----- | ------ |
| 1. April  | Peter Baumann                       | Schweizer Psychiater und Sterbehelfer                                                                    | 75    |        |
| 1. April  | Gerhard Gebken                      | deutscher Jurist                                                                                         | 61    | [ 1 ]  |
| 1. April  | Jane Gregory                        | britische Dressurreiterin                                                                                | 51    |        |
| 1. April  | Georgi Grjasnow                     | russischer Erzbischof                                                                                    | 77    |        |
| 1. April  | Amélia Hamburger                    | brasilianische Physikerin und Hochschullehrerin                                                          | 78    |        |
| 1. April  | Ingeborg Handschick                 | deutsche Autorin                                                                                         | 81    |        |
| 1. April  | Norbert Höslinger                   | österreichischer Theologe                                                                                | 80    |        |
| 1. April  | Manning Marable                     | US-amerikanischer Historiker                                                                             | 60    |        |
| 1. April  | Monika Medick-Krakau                | deutsche Politikwissenschaftlerin                                                                        | 64    |        |
| 1. April  | Benno Mieth                         | deutsch-sorbischer Schauspieler                                                                          | 85    |        |
| 1. April  | Marguerite Saegesser                | Schweizer Malerin, Zeichnerin und Objektkünstlerin                                                       | 88    |        |
| 1. April  | Hermann Strauß                      | deutscher Leichtathlet                                                                                   | 80    |        |
| 1. April  | Varkey Vithayathil                  | indischer Kardinal und Oberhaupt der syro-malabarischen Kirche                                           | 83    |        |
| 1. April  | Mike Harker                         | US-amerikanischer Drachenfliegerpilot und Rundfunkpionier                                                | 63    |        |
| 2. April  | Reshat Bardhi                       | albanischer Geistlicher und Oberhaupt des Sufiordens der Bektashi                                        | 75    |        |
| 2. April  | L. David Brown                      | US-amerikanischer Bischof                                                                                | 85    |        |
| 2. April  | Marc Fischer                        | deutscher Journalist                                                                                     | 40    |        |
| 2. April  | Fritzdieter Gerhards                | deutscher Theaterintendant                                                                               | 76    |        |
| 2. April  | Alieu Ebrima Cham Joof              | gambischer Historiker, Politiker, Schriftsteller und Nationalist                                         | 86    |        |
| 2. April  | Hans Lottig                         | deutscher Manager                                                                                        | 79    |        |
| 2. April  | George E. Mahlberg                  | US-amerikanischer Schauspieler, Tontechniker, DJ, Hörfunkmoderator und Astrophysiker                     | 56    |        |
| 2. April  | Dietmar B. Reimann                  | deutscher Schatzsucher                                                                                   | 64    |        |
| 2. April  | Claude Stanush                      | US-amerikanischer Journalist und Drehbuchautor                                                           | 92    |        |
| 2. April  | Rolando Valdés-Blain                | US-amerikanischer Gitarrist                                                                              | 89    |        |
| 2. April  | Bill Varney                         | US-amerikanischer Tonmeister beim Film                                                                   | 77    |        |
| 2. April  | Romeo Venturelli                    | italienischer Radrennfahrer                                                                              | 72    |        |
| 3. April  | Rafique Alam                        | indischer Politiker                                                                                      | 81    |        |
| 3. April  | Ulli Beier                          | deutscher Sprachwissenschaftler                                                                          | 88    |        |
| 3. April  | William Henry Bullock               | US-amerikanischer Bischof                                                                                | 83    |        |
| 3. April  | James Martin Fitzgerald             | US-amerikanischer Jurist                                                                                 | 90    |        |
| 3. April  | Selwyn Goldsmith                    | britischer Architekt und Autor                                                                           | 78    |        |
| 3. April  | Kevin Jarre                         | US-amerikanischer Drehbuchautor                                                                          | 56    |        |
| 3. April  | Stanislaw Konjuchow                 | sowjetisch-ukrainischer Raketeningenieur und Hochschullehrer                                             | 73    |        |
| 3. April  | Lore Kullmer                        | deutsche Wirtschaftswissenschaftlerin                                                                    | 91    |        |
| 3. April  | Hilde von Lang                      | deutsche Verlegerin                                                                                      | 85    |        |
| 3. April  | Jewgeni Ljadin                      | russischer Fußballmanager                                                                                | 84    |        |
| 3. April  | Piet Leegwater                      | niederländischer Basketball-Schiedsrichter                                                               | 78    |        |
| 3. April  | Silvio Mattioli                     | Schweizer Bildhauer                                                                                      | 82    |        |
| 3. April  | Jack V. Mackmull                    | US-amerikanischer Offizier, Generalleutnant der US-Army                                                  | 83    |        |
| 3. April  | Marian Pankowski                    | polnischer Schriftsteller                                                                                | 91    |        |
| 3. April  | Joseph Pasteur                      | französischer Journalist                                                                                 | 89    |        |
| 3. April  | Hans Paus                           | deutscher Physiker                                                                                       | 73    |        |
| 3. April  | Calvin Russell                      | US-amerikanischer Country-Sänger                                                                         | 62    |        |
| 3. April  | Eduard Sauerzopf                    | österreichischer Zeichner                                                                                | 80    |        |
| 3. April  | Werner Seldis                       | deutscher Diplomat                                                                                       | 96    |        |
| 3. April  | Gustavo Sondermann                  | brasilianischer Automobilrennfahrer                                                                      | 29    |        |
| 3. April  | Bernhild Thormaehlen                | deutsche Ballerina und Tanzpädagogin                                                                     | 66    |        |
| 3. April  | Bill Wallace                        | britischer Historiker                                                                                    | 84    |        |
| 4. April  | John Adler                          | US-amerikanischer Politiker                                                                              | 51    |        |
| 4. April  | Scott Columbus                      | US-amerikanischer Musiker                                                                                | 54    |        |
| 4. April  | Dosta Dimovska                      | mazedonische Politikerin                                                                                 | 57    |        |
| 4. April  | Bronisław Kazimierz Przybylski      | polnischer Komponist und Musikpädagoge                                                                   | 69    |        |
| 4. April  | Jackson Lago                        | brasilianischer Politiker                                                                                | 76    |        |
| 4. April  | Michael Lohberg                     | deutscher Schwimmtrainer                                                                                 | 60    |        |
| 4. April  | Alexander Loulakis                  | deutscher Unternehmer                                                                                    | 86    |        |
| 4. April  | Ned McWherter                       | US-amerikanischer Politiker                                                                              | 80    |        |
| 4. April  | Juliano Mer-Khamis                  | israelisch-palästinensischer Schauspieler und politischer Aktivist                                       | 52    |        |
| 4. April  | Witta Pohl                          | deutsche Schauspielerin                                                                                  | 73    |        |
| 4. April  | Günter Praschak                     | österreichischer Fußballspieler und -trainer                                                             | 81    |        |
| 4. April  | Wayne Robson                        | kanadischer Schauspieler                                                                                 | 64    |        |
| 4. April  | Hugo Steger                         | deutscher Sprach- und Literaturwissenschaftler                                                           | 81    |        |
| 4. April  | Craig Thomas                        | britischer Autor                                                                                         | 68    |        |
| 4. April  | Daniel N. Tobler                    | Schweizer Manager und Konzertveranstalter                                                                | 71    |        |
| 4. April  | Juan Tuñas                          | kubanischer Fußballspieler                                                                               | 93    |        |
| 4. April  | Boško Vuksanović                    | jugoslawischer Wasserballspieler                                                                         | 83    |        |
| 5. April  | Joachim Behlke                      | deutscher Chemiker                                                                                       | 76    |        |
| 5. April  | Arthur Bill                         | Schweizer Pädagoge                                                                                       | 94    |        |
| 5. April  | Baruch Samuel Blumberg              | US-amerikanischer Mediziner                                                                              | 85    |        |
| 5. April  | Gianni Brezza                       | italienischer Tänzer und Schauspieler                                                                    | 73    |        |
| 5. April  | Karl Gruber                         | österreichischer Politiker                                                                               | 81    |        |
| 5. April  | Zalán Horváth                       | ungarischer Physiker                                                                                     | 67    |        |
| 5. April  | Stefán Jónsson                      | isländischer Wasserballspieler                                                                           | 93    |        |
| 5. April  | Heinrich Kleisli                    | Schweizer Mathematiker und Hochschullehrer                                                               | 80    |        |
| 5. April  | Anneliese Müller                    | deutsche Opernsängerin                                                                                   | 99    | TS     |
| 5. April  | Ange-Félix Patassé                  | zentralafrikanischer Politiker                                                                           | 74    |        |
| 5. April  | Walter Riedschy                     | saarländischer Fußballspieler                                                                            | 85    |        |
| 5. April  | Franz Rös                           | deutscher Offizier, Generalmajor der NVA                                                                 | 90    |        |
| 5. April  | Edith Saurer                        | österreichische Historikerin                                                                             | 68    |        |
| 5. April  | Peter Stelzer                       | US-amerikanischer Theater- und Filmschauspieler, Schauspielcoach und Filmproduzent                       | 66    |        |
| 6. April  | Thøger Birkeland                    | dänischer Kinderbuch-Autor                                                                               | 89    |        |
| 6. April  | Igor Birman                         | sowjetisch-US-amerikanischer Ökonom                                                                      | 82    |        |
| 6. April  | Jim Blair                           | schottischer Fußballspieler                                                                              | 64    |        |
| 6. April  | Gerald Finnerman                    | US-amerikanischer Kameramann und Regisseur                                                               | 79    |        |
| 6. April  | Stephen Floersheimer                | deutsch-schweizerischer Philanthrop, Bankier und Kunstsammler                                            | 86    |        |
| 6. April  | Creight E. Gilbert                  | US-amerikanischer Kunsthistoriker                                                                        | 86    |        |
| 6. April  | Patricia Miccio                     | argentinisches Model, Fernsehmoderation und Fashion-Designerin                                           | 56    |        |
| 6. April  | Skip O’Brien                        | US-amerikanischer Schauspieler                                                                           | 60    |        |
| 6. April  | Angelika Rossaro                    | österreichische Schauspielerin                                                                           |       |        |
| 6. April  | Walter Schunack                     | deutscher Pharmazeut und Mediziner                                                                       | 76    |        |
| 6. April  | Fritiof Sjöstrand                   | schwedischer Histologe                                                                                   | 98    |        |
| 6. April  | Alfred Sous                         | deutscher Oboist                                                                                         | 85    |        |
| 6. April  | F. Gordon A. Stone                  | britisch-US-amerikanischer Chemiker                                                                      | 85    |        |
| 6. April  | Sujatha                             | indisch-sri-lankische Schauspielerin und Sängerin                                                        | 58    |        |
| 6. April  | Franz Tacke                         | deutscher Ingenieur und Unternehmer                                                                      | 83    |        |
| 6. April  | Hansjoachim Tiedge                  | deutscher Nachrichtendienstbeamter und Überläufer                                                        | 73    |        |
| 6. April  | Erika Vonhoff                       | deutsche Bildhauerin                                                                                     | 86    |        |
| 6. April  | Ernst Weber                         | österreichischer Fußballtrainer                                                                          | 62    |        |
| 6. April  | Kulle Westphal                      | deutscher Sänger und Synchronsprecher                                                                    | 53    |        |
| 6. April  | Gerhard Wienckowski                 | deutscher Maler und Graphiker                                                                            | 75    |        |
| 7. April  | Jan Benen                           | niederländischer Fußballspieler                                                                          | 62    |        |
| 7. April  | Gisela Bührmann                     | deutsche Malerin und Grafikerin                                                                          | 86    |        |
| 7. April  | François Chassagnite                | französischer Jazzmusiker                                                                                | 55    |        |
| 7. April  | Bruce Cowan                         | australischer Politiker                                                                                  | 85    |        |
| 7. April  | Alfred Dürr                         | deutscher Musikwissenschaftler                                                                           | 93    |        |
| 7. April  | Edward Edwards                      | US-amerikanischer Serienmörder                                                                           | 77    |        |
| 7. April  | Hugh FitzRoy, 11. Duke of Grafton   | britischer Politiker                                                                                     | 92    |        |
| 7. April  | Pierre Gauvreau                     | kanadischer Maler, Autor und Regisseur                                                                   | 88    |        |
| 7. April  | Eriko Kishida                       | japanische Autorin                                                                                       | 82    |        |
| 7. April  | E. J. McGuire                       | kanadischer Eishockeytrainer                                                                             | 58    |        |
| 7. April  | Freddie Micallef                    | maltesischer Politiker                                                                                   | 72    |        |
| 7. April  | Victor Surdu                        | rumänischer Politiker                                                                                    | 63    |        |
| 7. April  | Wolfgang Trautwein                  | deutscher Physiologe                                                                                     | 89    |        |
| 7. April  | Elmar Vogels                        | deutscher Verwaltungsjurist                                                                              | 85    |        |
| 8. April  | Eva Afuhs                           | österreichische Künstlerin                                                                               | 56    |        |
| 8. April  | Gerhard Canzler                     | deutscher Heimatforscher                                                                                 | 81    | [ 2 ]  |
| 8. April  | Dominique Desanti                   | französische Journalistin und Schriftstellerin                                                           | 96    |        |
| 8. April  | Detlef Girrmann                     | deutscher Fluchthelfer an der DDR-Grenze                                                                 | 81    |        |
| 8. April  | Siegfried Haas                      | deutscher Künstler                                                                                       | 89    |        |
| 8. April  | Hideto Kanai                        | japanischer Jazzmusiker                                                                                  | ≈80   |        |
| 8. April  | Philip Luty                         | englischer Autor und Büchsenmacher                                                                       | 46    |        |
| 8. April  | Herbert Malecha                     | deutscher Gymnasialprofessor und Schriftsteller                                                          | 83    |        |
| 8. April  | John McCracken                      | US-amerikanischer Künstler                                                                               | 76    |        |
| 8. April  | Donald Shanks                       | australischer Opernsänger                                                                                | 70    |        |
| 8. April  | Wassili Stepanow                    | sowjetischer Gewichtheber                                                                                | 83    |        |
| 8. April  | Ali Haydar Saltık                   | türkischer General und Botschafter                                                                       | 88    |        |
| 8. April  | Hedda Sterne                        | US-amerikanische Malerin                                                                                 | 100   |        |
| 8. April  | Elena Zuasti                        | uruguayische Schauspielerin                                                                              | 75    |        |
| 9. April  | Mustafa Kemal Kurdaş                | türkischer Wirtschaftswissenschaftler und ehemaliger Finanzminister der Türkei                           |       |        |
| 9. April  | Lamin M. M. Bojang                  | gambischer Politiker                                                                                     | ?     |        |
| 9. April  | Ilse Dvorak-Stocker                 | österreichische Verlegerin                                                                               | 89    | [ 3 ]  |
| 9. April  | Manfred Gätjens                     | deutscher Jazz- und Unterhaltungsmusiker, Arrangeur und Komponist                                        | 84    |        |
| 9. April  | Anton Groman                        | rumänischer Rugby-Union-Spieler und Sportjournalist                                                      | 84    |        |
| 9. April  | Julius Kuriakose                    | indischer Bischof                                                                                        | 87    |        |
| 9. April  | Jerry Lawson                        | US-amerikanischer Elektronikingenieur                                                                    | 70    |        |
| 9. April  | Sidney Lumet                        | US-amerikanischer Filmregisseur                                                                          | 86    |        |
| 9. April  | Heinz Malz                          | deutscher Mikropaläontologe                                                                              |       |        |
| 9. April  | Josef Richard Möse                  | österreichischer Mediziner                                                                               | 90    |        |
| 9. April  | Hans-Otto Schwarz                   | deutscher Politiker                                                                                      | 81    |        |
| 9. April  | Zdeněk Šmíd                         | tschechischer Schriftsteller                                                                             | 73    |        |
| 9. April  | Orrin Tucker                        | US-amerikanischer Jazzmusiker                                                                            | 100   |        |
| 9. April  | Randy Wood                          | US-amerikanischer Musikproduzent                                                                         | 94    |        |
| 10. April | Daniel Catán                        | mexikanisch-US-amerikanischer Komponist                                                                  | 62    |        |
| 10. April | Johann Hatzl                        | österreichischer Politiker                                                                               | 68    |        |
| 10. April | Gitta Kettner                       | deutsche Grafikerin und Illustratorin                                                                    | 82    |        |
| 10. April | Don Merton                          | neuseeländischer Umweltschützer                                                                          | 72    |        |
| 10. April | Peter Muck                          | deutscher Musiker                                                                                        | 91    | TS     |
| 10. April | André Müller                        | österreichischer Journalist und Schriftsteller                                                           | 65    |        |
| 10. April | Herbert Müller-Hartburg             | österreichischer Architekt                                                                               | 85    | [ 4 ]  |
| 10. April | Olivier O. Olivier                  | französischer Maler                                                                                      | 79    |        |
| 10. April | Michail Rusjajew                    | sowjetischer bzw. russischer Fußballspieler                                                              | 46    |        |
| 10. April | Manfred Schlager                    | deutscher Jurist und Politiker                                                                           | 81    |        |
| 10. April | Ernest Vaast                        | französischer Fußballspieler und -trainer                                                                | 88    |        |
| 11. April | Billy Bang                          | US-amerikanischer Jazzmusiker                                                                            | 63    |        |
| 11. April | Lewis Binford                       | US-amerikanischer Archäologe                                                                             | 79    |        |
| 11. April | Lacy Gibson                         | US-amerikanischer Bluesmusiker                                                                           | 74    |        |
| 11. April | Akis Kleanthous                     | zypriotischer Politiker                                                                                  | 47    |        |
| 11. April | La Esterella                        | belgische Sängerin                                                                                       | 91    |        |
| 11. April | Robert Hauser                       | Schweizer Rechtswissenschaftler                                                                          | 90    |        |
| 11. April | Yvonne Kempen                       | deutsche Kommunalpolitikerin (CDU)                                                                       | 51    |        |
| 11. April | Giovanni Vito Marcucci              | san-marinesischer Politiker                                                                              | 83    |        |
| 11. April | Brigitte Matschinsky-Denninghoff    | deutsche Bildhauerin                                                                                     | 87    |        |
| 11. April | Jørgen Munk Plum                    | dänischer Leichtathlet und Tierarzt                                                                      | 85    |        |
| 11. April | Andrei Mutulescu                    | rumänischer Fußballspieler                                                                               | 23    |        |
| 11. April | Graciela Naranjo                    | venezolanische Schauspielerin und Sängerin                                                               | 94    |        |
| 11. April | Tsugitaka Satō                      | japanischer Orientalist                                                                                  | 68    |        |
| 11. April | Angela Scoular                      | britische Schauspielerin                                                                                 | 65    |        |
| 11. April | Edgar Seipenbusch                   | österreichischer Komponist und Dirigent                                                                  | 74    | [ 5 ]  |
| 11. April | Ludwig Thumm                        | deutscher Jurist, Richter und Vizepräsident des Bundesgerichtshofes                                      | 90    |        |
| 11. April | Tsukishima Hiroshi                  | japanischer Linguist                                                                                     | 85    |        |
| 11. April | Eric Wall                           | britischer Bischof                                                                                       | 96    |        |
| 11. April | Konrad Wickler                      | deutscher Kameramann, Fotograf und Dokumentarfilm-Produzent                                              | 75    |        |
| 12. April | Albert Bachmann                     | Schweizer Nachrichtendienstoffizier                                                                      | 81    |        |
| 12. April | Sachin Bhowmick                     | indischer Drehbuchautor                                                                                  | 80    |        |
| 12. April | Ada Brodsky                         | israelische Hörfunkjournalistin und Übersetzerin                                                         | 86    |        |
| 12. April | Dietrich Bukowski                   | österreichischer Diplomat                                                                                | 78    |        |
| 12. April | Chiu Hungdah                        | taiwanischer Rechtswissenschaftler                                                                       | 75    |        |
| 12. April | Tony Dannon                         | US-amerikanischer Jazzmusiker und Arrangeur                                                              | 87    |        |
| 12. April | Jean-Claude Darnal                  | französischer Komponist                                                                                  | 81    |        |
| 12. April | Cornelius Eberhardt                 | deutscher Dirigent und Hochschullehrer                                                                   | 79    |        |
| 12. April | Sidney Harman                       | US-amerikanischer Unternehmer                                                                            | 92    |        |
| 12. April | Gerd-Klaus Kaltenbrunner            | österreichischer Schriftsteller und Philosoph                                                            | 72    |        |
| 12. April | Donald Mayberry                     | US-amerikanischer Jazz-Bassist                                                                           | 60    |        |
| 12. April | Aleksandar Petaković                | jugoslawischer Fußballspieler                                                                            | 81    |        |
| 12. April | Jānis Polis                         | lettischer Chemiker und Pharmakologe                                                                     | 72    |        |
| 12. April | Ioan Șișeștean                      | rumänischer Bischof                                                                                      | 74    |        |
| 12. April | Désiré Asségnini Tagro              | ivorischer Politiker                                                                                     | 52    |        |
| 12. April | Henry Teune                         | US-amerikanischer Politikwissenschaftler und Hochschullehrer                                             | 75    |        |
| 12. April | Miroslav Tichý                      | tschechischer Fotograf                                                                                   | 84    |        |
| 12. April | Jürgen Werringloer                  | deutscher Mediziner                                                                                      | 73    |        |
| 13. April | Ferruccio Casacci                   | italienischer Schauspieler und Filmschaffender                                                           | 76    |        |
| 13. April | Paul G. Deker                       | deutscher Fotograf                                                                                       | 68    |        |
| 13. April | Evelyn Einstein                     | US-amerikanische adoptierte Enkelin Albert Einsteins                                                     | 70    |        |
| 13. April | Emil E. Kobi                        | Schweizer Heilpädagoge                                                                                   | 75    |        |
| 13. April | Buster Martin                       | britischer Altersrekordler                                                                               | 104?  |        |
| 13. April | Zdeněk Vašíček                      | tschechischer Historiker                                                                                 | 77    |        |
| 13. April | Klaus Zachert                       | deutscher Politiker                                                                                      | 68    |        |
| 13. April | Hans Engländer                      | deutscher Ornithologe und Büchersammler                                                                  | 96    |        |
| 14. April | Trevor Bannister                    | britischer Schauspieler                                                                                  | 76    |        |
| 14. April | Kilian Breier                       | deutscher Fotograf                                                                                       | 79    |        |
| 14. April | Jon Cedar                           | US-amerikanischer Schauspieler                                                                           | 80    |        |
| 14. April | Brana Crnčević                      | serbischer Schriftsteller                                                                                | 78    |        |
| 14. April | Louis Dufaux                        | französischer Bischof                                                                                    | 79    |        |
| 14. April | Jean Gratton                        | kanadischer Bischof                                                                                      | 86    |        |
| 14. April | Karl Heinz Haag                     | deutscher Philosoph und Hochschullehrer                                                                  | 86    |        |
| 14. April | Olaf Helmer                         | deutsch-US-amerikanischer Mathematiker und Futurologe                                                    | 100   |        |
| 14. April | Engelbert Hilbich                   | deutscher Maler und Grafiker                                                                             | 88    | LZ     |
| 14. April | Oskar Janson                        | deutscher Manager                                                                                        | 91    |        |
| 14. April | Lothar Koring                       | deutscher Rechtsanwalt und Politiker                                                                     | 76    |        |
| 14. April | William Lipscomb                    | US-amerikanischer Chemiker                                                                               | 91    |        |
| 14. April | Walter Lürzer                       | österreichischer Werbeunternehmer und Hochschullehrer                                                    | 68    |        |
| 14. April | Arthur Marx                         | US-amerikanischer Autor                                                                                  | 89    |        |
| 14. April | Barasbi Mulajew                     | sowjetischer bzw. russischer Schauspieler                                                                | 80    |        |
| 14. April | I Wayan Sadra                       | indonesischer Jazzmusiker                                                                                | 56    |        |
| 14. April | Rolf W. Schnyder                    | Schweizer Unternehmer                                                                                    | 75    |        |
| 14. April | Louis Tas                           | holländischer Mediziner, Psychotherapeut und Zeitzeuge                                                   | 90    |        |
| 15. April | Vittorio Arrigoni                   | italienischer Autor und Friedensaktivist in Palästina                                                    | 36    |        |
| 15. April | Walter Brown                        | australischer Kanute                                                                                     | 85    |        |
| 15. April | Richard Chapman                     | britischer Verwaltungswissenschaftler                                                                    | 73    |        |
| 15. April | William Alfred Cook                 | US-amerikanischer Unternehmer                                                                            | 80    |        |
| 15. April | Heribert Jussen                     | deutscher Sonderpädagoge                                                                                 | 85    |        |
| 15. April | Vincenzo La Scola                   | italienischer Tenor                                                                                      | 53    |        |
| 15. April | Igor Walentinowitsch Okrepilow      | sowjetischer bzw. russischer Theater- und Film-Schauspieler sowie Synchronsprecher                       | 64    |        |
| 15. April | Caroline Pross                      | deutsche Germanistin                                                                                     | 39    |        |
| 15. April | Eberhard Sonnabend                  | deutscher Zahnmediziner                                                                                  | 88    |        |
| 15. April | Robert Yannetti                     | US-amerikanischer Fernsehregisseur                                                                       | 57    |        |
| 16. April | Gerry Alexander                     | jamaikanischer Cricketspieler                                                                            | 82    |        |
| 16. April | Enrico Bellone                      | italienischer Wissenschaftshistoriker                                                                    | 72    |        |
| 16. April | Allan Blakeney                      | kanadischer Politiker                                                                                    | 85    |        |
| 16. April | Julija Brazauskienė                 | litauische Ärztin                                                                                        | 78    |        |
| 16. April | Chinesinho                          | brasilianischer Fußballspieler und -trainer                                                              | 75    |        |
| 16. April | Paul Frank                          | deutscher Diplomat                                                                                       | 92    |        |
| 16. April | Duke Ngcukana                       | südafrikanischer Jazzmusiker, Komponist und Lehrer                                                       | 63    |        |
| 16. April | Bijan Pakzad                        | iranisch-US-amerikanischer Designer                                                                      | 67    |        |
| 16. April | Tadeusz Pawlusiak                   | polnischer Skispringer                                                                                   | 64    |        |
| 16. April | Reinhard Siemes                     | deutscher Werber                                                                                         | 70    |        |
| 16. April | Harold Volkmer                      | US-amerikanischer Politiker                                                                              | 80    |        |
| 16. April | Henryk Zomerski                     | polnischer Musiker                                                                                       | 68    |        |
| 17. April | Kenneth Cumberland                  | britisch-neuseeländischer Geograph                                                                       | 97    | [ 6 ]  |
| 17. April | Osamu Dezaki                        | japanischer Regisseur                                                                                    | 67    |        |
| 17. April | Nasser Al-Kharafi                   | kuwaitischer Unternehmer                                                                                 | 67    |        |
| 17. April | Wolfram Koppen                      | deutscher Judoka                                                                                         | 72    |        |
| 17. April | Josefa Kröger                       | deutsche Kanutin                                                                                         | 92    |        |
| 17. April | Johannes Lehmann                    | deutscher Journalist und Sachbuchautor                                                                   | 81    |        |
| 17. April | Gareth Matthews                     | US-amerikanischer Philosoph                                                                              | 81    |        |
| 17. April | Nikos Papazoglou                    | griechischer Sänger                                                                                      | 63    |        |
| 17. April | Albrecht Roser                      | deutscher Puppenspieler                                                                                  | 88    |        |
| 17. April | Michael Sarrazin                    | kanadischer Schauspieler                                                                                 | 70    |        |
| 17. April | Bhawani Singh                       | indischer Maharadscha                                                                                    | 79    |        |
| 17. April | Rudolf Suter                        | Schweizer Germanist und Journalist                                                                       | 91    |        |
| 17. April | Lynne Topping                       | US-amerikanische Schauspielerin                                                                          | 61    |        |
| 18. April | Olubayo Adefemi                     | nigerianischer Fußballspieler                                                                            | 25    |        |
| 18. April | Pietro Ferrero junior               | italienischer Industrieller                                                                              | 47    |        |
| 18. April | Paul Händel                         | österreichischer Klassischer Philologe                                                                   | 83    |        |
| 18. April | Siegfried Hauptmann                 | deutscher Chemiker                                                                                       | 79    |        |
| 18. April | Manni Holländer                     | deutscher Musiker                                                                                        | 58    |        |
| 18. April | Akinari Matsuno                     | japanischer Schriftsteller                                                                               | 32    |        |
| 18. April | Curt Meyer                          | deutscher Mathematiker, Zahlentheoretiker                                                                | 91    | [?]    |
| 18. April | Stefanie Mühle                      | deutsche Schauspielerin                                                                                  | 51    |        |
| 18. April | Gert Rickheit                       | deutscher Kognitionswissenschaftler und Linguist                                                         | 69    |        |
| 18. April | Giovanni Saldarini                  | italienischer Kardinal                                                                                   | 86    | [ 7 ]  |
| 18. April | William Donald Schaefer             | US-amerikanischer Politiker                                                                              | 89    |        |
| 18. April | Ivica Vidović                       | jugoslawischer bzw. kroatischer Schauspieler                                                             | 71    |        |
| 19. April | Allan Brown                         | schottischer Fußballspieler                                                                              | 84    |        |
| 19. April | Jim Dickson                         | US-amerikanischer Musikproduzent und Manager                                                             | 80    |        |
| 19. April | Ángel Hernansáez                    | spanischer Maler                                                                                         | 74    |        |
| 19. April | Otto Koch                           | deutscher Physiker und Manager                                                                           | 87    |        |
| 19. April | Serge Nubret                        | französischer Bodybuilder und Schauspieler                                                               | 72    |        |
| 19. April | Wilhelm Dieter Siebert              | deutscher Komponist                                                                                      | 79    |        |
| 19. April | Elisabeth Sladen                    | britische Schauspielerin                                                                                 | 65    |        |
| 19. April | Walter Suppan                       | österreichischer Gewerkschafter und Politiker                                                            | 84    |        |
| 19. April | Oldřich Švarný                      | tschechischer Sinologe und Phonetiker                                                                    | 90    |        |
| 19. April | Andreas Urschlechter                | deutscher Politiker                                                                                      | 92    | [ 8 ]  |
| 19. April | Grete Waitz                         | norwegische Leichtathletin                                                                               | 57    |        |
| 20. April | Guillermo Bedoya Martínez           | peruanischer Sänger                                                                                      | 78    |        |
| 20. April | Tim Hetherington                    | britischer Fotojournalist und Filmregisseur                                                              | 40    |        |
| 20. April | Rudolf Hilf                         | deutscher Vertriebenenpolitiker                                                                          | 88    | [ 9 ]  |
| 20. April | Chris Hondros                       | US-amerikanischer Fotojournalist                                                                         | 41    | [ 10 ] |
| 20. April | Maria Kuhnert-Brandstätter          | österreichische Pharmakologin                                                                            | 91    |        |
| 20. April | Tarık Kutver                        | türkischer Fußballspieler                                                                                | 73    |        |
| 20. April | Jérôme Lemay                        | kanadischer Musiker                                                                                      | 77    |        |
| 20. April | Jean S. MacLeod                     | britische Schriftstellerin                                                                               | 103   |        |
| 20. April | Luc Mojon                           | Schweizer Kunsthistoriker                                                                                | 85    |        |
| 20. April | Patricia Ofori                      | ghanaische Fußballspielerin                                                                              | 29    |        |
| 20. April | Ignacio Orbaiceta                   | spanischer Radrennfahrer                                                                                 | 88    |        |
| 20. April | Manolis Papathomopoulos             | griechischer klassischer Philologe, Byzantinist und Neogräzist                                           | 81    |        |
| 20. April | Madelyn Pugh                        | US-amerikanische Drehbuchautorin                                                                         | 90    |        |
| 20. April | Ted Quillim                         | US-amerikanischer Diskjockey                                                                             | 81    |        |
| 20. April | Hubert Schlafly                     | US-amerikanischer Erfinder und Elektroingenieur                                                          | 91    |        |
| 20. April | Halina Skibniewska                  | polnische Architektin, Hochschullehrerin und Politikerin, Mitglied des Sejm                              | 90    |        |
| 20. April | Gerard Smith                        | US-amerikanischer Musiker                                                                                | 34    |        |
| 20. April | Erwin Strahl                        | österreichischer Schauspieler                                                                            | 82    |        |
| 20. April | Antonio Tauriello                   | argentinischer Komponist, Dirigent und Pianist                                                           | 80    |        |
| 20. April | Jean-Claude Viry                    | französischer Biathlet                                                                                   | 67    |        |
| 20. April | Ernst Walkowski                     | deutscher Diplomat                                                                                       | 80    | BZ     |
| 21. April | Luis Grill Prieto                   | chilenisch-argentinischer Fußballtrainer                                                                 | 87/88 |        |
| 21. April | Beverly Barton                      | US-amerikanische Schriftstellerin                                                                        | 64    |        |
| 21. April | Ross Thomas Bender                  | kanadischer Theologe                                                                                     | 81    |        |
| 21. April | Tine Bryld                          | dänische Sozialarbeiterin und Autorin                                                                    | 71    |        |
| 21. April | Harold Garfinkel                    | US-amerikanischer Soziologe                                                                              | 93    |        |
| 21. April | Catharina Halkes                    | niederländische Theologin                                                                                | 90    |        |
| 21. April | Günter Heym                         | deutscher Jurist                                                                                         | 87    | [ 11 ] |
| 21. April | Max Mathews                         | US-amerikanischer Pionier der Computermusik                                                              | 84    |        |
| 21. April | Max Reichel                         | deutscher Physiker und Bibliothekar                                                                      | 89    |        |
| 21. April | Reiner Schmidt                      | deutscher Musiker                                                                                        | 68    |        |
| 21. April | Yoshiko Tanaka                      | japanische Schauspielerin und Sängerin                                                                   | 55    |        |
| 21. April | Adolar Zumkeller                    | deutscher Theologe und Augustinus-Forscher                                                               | 95    | [ 12 ] |
| 22. April | Isaak Behar                         | deutscher Holocaustüberlebender                                                                          | 87    |        |
| 22. April | Patrick Billingsley                 | US-amerikanischer Schauspieler und Mathematiker                                                          | 85    |        |
| 22. April | Fritz Blankenhorn                   | deutscher Grafiker und Buchautor                                                                         | 89    |        |
| 22. April | Cheung Sai-ho                       | Hongkonger Fußballspieler                                                                                | 35    |        |
| 22. April | Wiel Coerver                        | niederländischer Fußballspieler und -trainer                                                             | 86    | [ 13 ] |
| 22. April | Hazel Dickens                       | US-amerikanische Bluegrass- und Folk-Sängerin, Aktivistin, Songwriterin, Kontrabassistin und Gitarristin | 85    |        |
| 22. April | Michael Klobe                       | deutscher Schauspieler, Kabarettist und Hörspielsprecher                                                 | 61    |        |
| 22. April | Michail Kosakow                     | russischer Schauspieler und Regisseur                                                                    | 76    |        |
| 22. April | Sergej Lagun                        | belarussischer Gewichtheber                                                                              | 22    |        |
| 22. April | Merle Greene Robertson              | US-amerikanische Altamerikanistin und Maya-Forscherin                                                    | 97    |        |
| 22. April | Nakamura Tarō                       | japanischer Politiker                                                                                    | 93    |        |
| 22. April | Siegfried Voß                       | deutscher Schauspieler                                                                                   | 70    |        |
| 23. April | Maurice Boeckx                      | belgischer Radsportler                                                                                   | 75    |        |
| 23. April | Helge Breloer                       | deutsche Juristin und Sachbuchautorin                                                                    | 73    |        |
| 23. April | Anne Klein                          | deutsche Politikerin                                                                                     | 61    |        |
| 23. April | Peter Li Hongye                     | chinesischer Bischof                                                                                     | 91    |        |
| 23. April | Irvin Buckwalter Horst              | US-amerikanischer Historiker                                                                             | 95    |        |
| 23. April | Peter Lieberson                     | US-amerikanischer Komponist                                                                              | 64    |        |
| 23. April | Terence Longdon                     | britischer Schauspieler                                                                                  | 88    |        |
| 23. April | Huey Meaux                          | US-amerikanischer Musikproduzent                                                                         | 82    |        |
| 23. April | Stanislaw Michejew                  | russischer Physiker                                                                                      | 71    |        |
| 23. April | Milorad Bata Mihailović             | jugoslawischer Maler                                                                                     | 88    |        |
| 23. April | Chūryō Morii                        | japanischer Politiker                                                                                    | 81    |        |
| 23. April | Eva Müller (Ökonomin)               | deutsche Ökonomin                                                                                        | 82    |        |
| 23. April | Ed Nuccilli                         | US-amerikanischer Musiker                                                                                | 86    |        |
| 23. April | Norio Ōga                           | japanischer Manager                                                                                      | 81    |        |
| 23. April | Geoffrey Russell, 4. Baron Ampthill | britischer Politiker                                                                                     | 89    |        |
| 23. April | Mohammad Abdus Sattar               | indischer Fußballspieler                                                                                 | 85    |        |
| 23. April | Eberhart Schindewolf                | deutscher Ingenieur und Manager                                                                          | 85    | [ 14 ] |
| 23. April | John Sullivan                       | britischer Drehbuchautor                                                                                 | 64    |        |
| 23. April | Max van der Stoel                   | niederländischer Politiker                                                                               | 86    |        |
| 24. April | August Hartmann                     | deutscher Orgelbauer                                                                                     | 80    |        |
| 24. April | Achim Leschinsky                    | deutscher Erziehungswissenschaftler                                                                      | 67    |        |
| 24. April | José López Latorre                  | chilenischer Fußballspieler                                                                              | 88    |        |
| 24. April | Denis Mahon                         | englischer Kunsthistoriker                                                                               | 100   |        |
| 24. April | Johan van der Meer                  | niederländischer Dirigent                                                                                | 97    |        |
| 24. April | Madame Nhu                          | vietnamesische Politikerin                                                                               | 86    |        |
| 24. April | Joan Peyser                         | US-amerikanische Musikhistorikerin                                                                       | 80    |        |
| 24. April | Marie-France Pisier                 | französische Schauspielerin                                                                              | 66    |        |
| 24. April | Sathya Sai Baba                     | indischer Guru                                                                                           | 84    | [ 15 ] |
| 24. April | Karl Stark                          | österreichischer Maler                                                                                   | 89    |        |
| 24. April | Alexei Schestoperow                 | russischer Schachspieler und -trainer                                                                    | 75    |        |
| 24. April | Erich Thomas                        | deutscher Jurist                                                                                         | 88    |        |
| 24. April | Miroslav Vidac                      | rumänischer Fußballspieler                                                                               | 61    |        |
| 25. April | Winrich Behr                        | deutscher Militär und Manager                                                                            | 93    |        |
| 25. April | Ira Cohen                           | US-amerikanischer Schriftsteller, Fotograf und Filmemacher                                               | 76    |        |
| 25. April | Cesare Del Cancia                   | italienischer Radrennfahrer                                                                              | 95    |        |
| 25. April | Abdoulaye Hamani Diori              | nigrischer Geschäftsmann und Politiker                                                                   | 65    |        |
| 25. April | Osman Duraliew                      | bulgarischer Ringer                                                                                      | 72    |        |
| 25. April | Lore Frey-Asche                     | deutsche Klassische Archäologin                                                                          | 81    |        |
| 25. April | Emre İncemollaoğlu                  | türkischer Fußballspieler                                                                                | 23    |        |
| 25. April | María Isbert                        | spanische Schauspielerin                                                                                 | 94    |        |
| 25. April | Valerie Jakober-Furth               | US-amerikanische Künstlerin, Schriftstellerin und Holocaustüberlebende                                   | 84    |        |
| 25. April | Iris-Lilja Lassila                  | finnische Theater-, Film- und Fernsehschauspielerin                                                      | 73    |        |
| 25. April | Joe Perry                           | US-amerikanischer American-Football-Spieler                                                              | 84    | [ 16 ] |
| 25. April | Georges Rivière                     | französischer Schauspieler                                                                               | 86    |        |
| 25. April | Gonzalo Rojas                       | chilenischer Schriftsteller                                                                              | 94    |        |
| 25. April | Fritz Peter Schäfer                 | deutscher Physiker                                                                                       | 80    |        |
| 25. April | Poly Styrene                        | britische Sängerin                                                                                       | 53    |        |
| 25. April | Claude Winter                       | französische Theater- und Filmschauspielerin                                                             | 80    |        |
| 26. April | Waldemar Markert                    | deutscher Poolbillardspieler                                                                             | 52    |        |
| 26. April | Dan Boeru                           | rumänischer Fußballspieler                                                                               | 48    |        |
| 26. April | Susanne Bommeli                     | Schweizer Politikerin                                                                                    | 60    |        |
| 26. April | John Cossette                       | US-amerikanischer Fernsehproduzent                                                                       | 54    |        |
| 26. April | Brigitte Eisenmann                  | deutsche Chemikerin und Hochschullehrerin                                                                | 69    |        |
| 26. April | Roger Gimbel                        | US-amerikanischer Fernsehproduzent                                                                       | 86    |        |
| 26. April | José María Izuzquiza Herranz        | spanischer Bischof                                                                                       | 85    |        |
| 26. April | Henry Leach                         | britischer ehemaliger First Sea Lord der Royal Navy                                                      | 87    |        |
| 26. April | Vitorino Magalhães Godinho          | portugiesischer Historiker                                                                               | 92    |        |
| 26. April | Franz Nekula                        | österreichischer Politiker                                                                               | 86    |        |
| 26. April | Linda Regul                         | deutsche Politikerin (SPD), MdBB                                                                         | 88    |        |
| 26. April | Uno Seiichirō                       | japanischer Filmmusikkomponist                                                                           | 84    |        |
| 26. April | Phoebe Snow                         | US-amerikanische Sängerin                                                                                | 60    |        |
| 26. April | Hector Sutherland                   | australischer Radrennfahrer                                                                              | 81    |        |
| 26. April | Giuliano Toraldo di Francia         | italienischer Physiker und Philosoph                                                                     | 94    |        |
| 26. April | Hans Wußing                         | deutscher Wissenschaftshistoriker                                                                        | 83    |        |
| 27. April | Franz Baur-Pantoulier               | deutscher Tänzer und Choreograph                                                                         | 79/80 |        |
| 27. April | Orlando Bosch Ávila                 | kubanischer Terrorist                                                                                    | 84    |        |
| 27. April | Ibrahim Coulibaly                   | ivorischer Rebellenführer                                                                                | 47    |        |
| 27. April | Cyrus Derman                        | US-amerikanischer Mathematiker                                                                           | 85    |        |
| 27. April | Paul Vincent Donovan                | US-amerikanischer Bischof                                                                                | 86    |        |
| 27. April | Iulian Florescu                     | rumänischer Eishockeyspieler und -funktionär                                                             | 67    |        |
| 27. April | Jack H. Goaslind                    | US-amerikanischer Bischof der Mormonen                                                                   | 83    |        |
| 27. April | Mel Pearce                          | australischer Hockeyspieler                                                                              | 83    |        |
| 27. April | Igor Kon                            | russischer Soziologe und Sexualwissenschaftler                                                           | 82    |        |
| 27. April | Anita Välkki                        | finnische Opernsängerin                                                                                  | 84    |        |
| 27. April | Willem Albert Wagenaar              | niederländischer Rechtspsychologe                                                                        | 69    |        |
| 27. April | David Wilkerson                     | US-amerikanischer Evangelist                                                                             | 79    |        |
| 28. April | Enrique Arancibia Clavel            | chilenischer Geheimdienstmitarbeiter                                                                     | 66    |        |
| 28. April | William Campbell                    | US-amerikanischer Schauspieler                                                                           | 87    |        |
| 28. April | Rolf Deppeler                       | Schweizer Staatsrechtler, Historiker und Kolumnist, Satiriker, Redakteur und Politiker                   | 85    |        |
| 28. April | Eerke U. Hamer                      | deutscher Sporthistoriker                                                                                | 74    |        |
| 28. April | Margaret Hubbard                    | britische Klassische Philologin                                                                          | 86    |        |
| 28. April | Mike Imber                          | neuseeländischer Ornithologe                                                                             | 70    |        |
| 28. April | Egon Kauffmann                      | deutscher Postbeamter und Politiker                                                                      | 82    |        |
| 28. April | Walter Kersten                      | deutscher Biochemiker                                                                                    | 84    |        |
| 28. April | Konrad Kohlhammer                   | deutscher Verleger                                                                                       | 78    |        |
| 28. April | Hubert Löneke                       | deutscher Bildhauer                                                                                      | 84    |        |
| 28. April | Erhard Loretan                      | Schweizer Bergsteiger                                                                                    | 52    |        |
| 28. April | Willie O’Neill                      | schottischer Fußballspieler                                                                              | 70    |        |
| 28. April | Irmgard Zecher                      | deutsche Politikerin                                                                                     | 90    |        |
| 28. April | Cees Zoontjens                      | niederländischer Radrennfahrer                                                                           | 66    |        |
| 29. April | Waldemar Baszanowski                | polnischer Gewichtheber                                                                                  | 75    |        |
| 29. April | Andrzej Baszkowski                  | polnischer Lyriker und Journalist                                                                        | 78    |        |
| 29. April | Giuseppe Dalla Santa                | italienischer Comiczeichner                                                                              | 60    |        |
| 29. April | Robert B. Duncan                    | US-amerikanischer Politiker                                                                              | 90    |        |
| 29. April | Salim Ghazal                        | libanesischer Bischof                                                                                    | 79    |        |
| 29. April | Wladimir Krainew                    | russischer Pianist                                                                                       | 67    |        |
| 29. April | Bill LaRochelle                     | kanadischer Hürdenläufer und Sprinter                                                                    | 84    |        |
| 29. April | Sidney Michaels                     | US-amerikanischer Drehbuchautor                                                                          | 83    |        |
| 29. April | Russell A. Mosser                   | US-amerikanischer Dokumentarfilmproduzent                                                                | 93    |        |
| 29. April | Ralf Parve                          | sowjetisch bzw. estnischer Schriftsteller                                                                | 91    |        |
| 29. April | Teofila Reich-Ranicki               | deutsch-polnische Künstlerin                                                                             | 91    |        |
| 29. April | Lotte Roth-Wölfle                   | deutsche Antiquarin                                                                                      | 99    |        |
| 29. April | Joanna Russ                         | US-amerikanische Schriftstellerin                                                                        | 74    |        |
| 30. April | Nobuhiro Aihara                     | japanischer Animator                                                                                     | 66    |        |
| 30. April | Saif al-Arab al-Gaddafi             | Sohn des libyschen Politikers Muammar al-Gaddafi                                                         | 29    |        |
| 30. April | Ronald D. Asmus                     | US-amerikanischer Diplomat                                                                               | 53    |        |
| 30. April | Kurt Buchter                        | deutscher Politiker                                                                                      | 88    |        |
| 30. April | Ján Černaj                          | slowakischer Medailleur                                                                                  | 63    |        |
| 30. April | Dorjee Khandu                       | indischer Politiker                                                                                      | 56    |        |
| 30. April | Francis Lü Shouwang                 | chinesischer Bischof                                                                                     | 45    |        |
| 30. April | Anthony Francis Mestice             | US-amerikanischer Bischof                                                                                | 87    |        |
| 30. April | Harry S. Morgan                     | deutscher Journalist und Filmemacher                                                                     | 65    |        |
| 30. April | Emilio Navarro                      | puerto-ricanischer Baseballspieler                                                                       | 105   |        |
| 30. April | Evald Okas                          | estnischer Maler                                                                                         | 95    |        |
| 30. April | Ilse Peternell                      | österreichische Schauspielerin                                                                           | 82    |        |
| 30. April | Daniel Gray Quillen                 | US-amerikanischer Mathematiker                                                                           | 70    |        |
| 30. April | Eva Rechlin                         | deutsche Schriftstellerin                                                                                | 82    |        |
| 30. April | Sylvin Rubinstein                   | russisch-polnischer Tänzer und Widerstandskämpfer                                                        | 97    |        |
| 30. April | Ernesto Sabato                      | argentinischer Schriftsteller                                                                            | 99    |        |
| 30. April | Apostolos Santas                    | griechischer Widerstandskämpfer                                                                          | 89    |        |
| 30. April | Eddie Turnbull                      | schottischer Fußballspieler und -trainer                                                                 | 88    |        |
| 30. April | Pierre Viette                       | französischer Entomologe                                                                                 | 89    | [ 17 ] |